# Léonor Chabot de Jarnac
Pour les articles homonymes, voir Léonor Chabot, Chabot et Jarnac (homonymie).
Pour les autres membres de la famille, voir Famille de Chabot.
Léonor Chabot, baron de Jarnac, seigneur de Saint-Gelais, de Saint-Aulaye, Montlieu, etc., né vers 1541, mort en 1605.
Il est le fils de Guy Ier Chabot de Saint-Gelais, auteur du fameux coup de Jarnac, et de Louise de Pisseleu.

## Biographie
Il adhère au protestantisme dès 1561. C'est à cette époque d'effervescence religieuse que Jeanne d'Albret, reine de Navarre, vient  à Jarnac avec son fils Henri pour prêcher elle-même les principes de Jean Calvin devant une foule enthousiaste.
Exaspérés par les massacres de Wassy et de Sens, en mars et avril 1562, les huguenots s'attaquent aux édifices religieux. À Jarnac, l'église Saint-Pierre est incendiée, ainsi que les chapelles Saint-Cybard et Saint-Gilles.
C'est à cette époque que survient la bataille de Jarnac. L'armée protestante occupant Jarnac sans avoir eu à combattre, est obligée d'évacuer après la mort du prince de Condé. Tout ceci n'empêche pas Léonor Chabot de faire construire un nouveau temple.
Il reçoit Henri de Navarre en son château le 11 octobre 1586.
Il devient un des chefs les plus écoutés du parti protestant en Angoumois, Saintonge et Aunis. Il prête serment le 20 août 1570 avec Henri de Navarre, Henri de Bourbon, l'amiral de Coligny et plusieurs autres chefs protestants, de défendre les quatre places de La Rochelle, Montauban, Cognac et La Charité.
Lors de la promulgation de l'édit de Nantes, il est délégué par ses coreligionnaires pour demander des éclaircissements sur cet édit, non accepté sans appréhension par les protestants.
Il rachète, le 31 juillet 1593, le Quint de Jarnac. À la suite de cette transaction, le domaine de Jarnac se trouve une fois encore en entier entre les mains du seigneur de Jarnac.
Il est gentilhomme de la chambre du roi Henri IV dont il est un fidèle compagnon et qu'il suit dans la plupart de ses guerres.
Son blason est trois chabots avec une étoile en chef, et une couronne de baron sur l’écu.
Il meurt en 1605.

## Filiation
Il épouse, en 1558, en premières noces, Marguerite de Durfort, fille de Symphorien de Durfort, seigneur de Duras et de Barbe Cauchon de Maupas. Ils auront sept enfants, dont 
- Guy II Chabot, baron de Jarnac,
- Charles Chabot, père de Henri Chabot, deuxième duc de Rohan, qui a fait la branche des ducs de Rohan,
- François Chabot, chevalier de Malte,
- et trois filles, toutes religieuses.

Il se remarie le 2 juillet 1589 à Marie-Claude de Rochechouart (petite-fille d'Antoine, l'auteur de cette branche des Rochechouart), veuve de Philippe de Belleville, comte de Caunac, fille et héritière de Charles de Rochechouart (fils benjamin d'Antoine), baron de Saint-Amand, et de Françoise de Maricourt ; ils laissent :
- Léonore Chabot, comtesse de Caunac, mariée en premier lieu à Louis de Vivonne, seigneur de La Châtaigneraie, descendant de celui que son grand-père avait tué en duel, et en second lieu à Jacques II d'Harcourt, marquis de Beuvron,
- Claude Chabot, mariée à Aloph Rouault, seigneur de Thiembronne et de Sérifontaine,
- Marie Chabot, alliée en 1613 à Urbain Gillier, seigneur de Puygarreau, baron de Marmande (cf. l'article Jean V), puis à François de Vernou, seigneur de La Rivière-Bonneuil.

## Sources
- P. Lacroix, Le château de Jarnac, ses barons et ses comtes, Paris, Aux Librairies historiques, 1875.
- Robert Delamain, Jarnac à travers les âges, Paris, Librairie Stock, 1925.
- Jourdan, Éphémérides historiques de la Rochelle, A.SIRET, 1861, 595 p. (lire en ligne)